# (37417) 2001 XB197
2001 XB197 (asteroide 37417) é um asteroide da cintura principal. Possui uma excentricidade de 0.15365420 e uma inclinação de 2.45300º.
Este asteroide foi descoberto no dia 14 de dezembro de 2001 por LINEAR em Socorro.